# Expedição 71
A Expedição 71 é a 71ª expedição de longa duração à Estação Espacial Internacional. A expedição começou com a partida da Soyuz MS-24 em 6 de abril de 2024, com o cosmonauta Oleg Kononenko continuando seu comando da ISS desde a Expedição 70. Ela terminará com sua partida na Soyuz MS-25 com companheiros de tripulação do MS-24 e MS-25 em 24 de setembro de 2024.